# Nagyiván
Nagyiván es un pueblo ubicado en el distrito de Tiszafüred, condado de Jász-Nagykun-Szolnok, Hungría.

## Superficie
Posee una superficie de 43,16 kilómetros cuadrados.

## Demografía
Hasta 2022 la población era de 1029 habitantes, con una densidad de población de 23,84 habitantes por kilómetro cuadrado.